# Clemente Rojas
Clemente Rojas (Cartagena de Indias, 1º settembre 1952) è un ex pugile colombiano.

## Palmarès

### Olimpiadi
- 1 medaglia:
  - 1 bronzo (Monaco di Baviera 1972 nei pesi piuma)